# Shirakiopsis indica
Shirakiopsis indica är en törelväxtart som först beskrevs av Carl Ludwig von Willdenow, och fick sitt nu gällande namn av Hans-Joachim Esser. Shirakiopsis indica ingår i släktet Shirakiopsis och familjen törelväxter. IUCN kategoriserar arten globalt som otillräckligt studerad. Inga underarter finns listade i Catalogue of Life.